# 작은목도리과일박쥐
작은목도리과일박쥐(Myonycteris torquata)는 큰박쥐과에 속하는 박쥐의 일종이다. 앙골라와 카메룬, 중앙아프리카공화국, 콩고공화국, 콩고민주공화국, 코트디부아르, 적도기니, 가봉, 가나, 기니, 라이베리아, 나이지리아, 르완다, 시에라리온, 남수단, 토고 그리고 우간다에서 발견된다. 자연 서식지는 아열대 또는 열대 습윤 저지대 숲과 습윤 사바나 지역이다. 작은목걸이과일박쥐는 에볼라바이러스를 가지고 있는 3종의 아프리카 과일박쥐의 하나이다.